# La Golondrina
La Golondrina es un centro poblado peruano ubicado en el distrito de Marcavelica, perteneciente a la provincia de Sullana del departamento de Piura, al norte del Perú. En el 2017 tenía una población de 2486 habitantes.